# Haubenschlangenadler

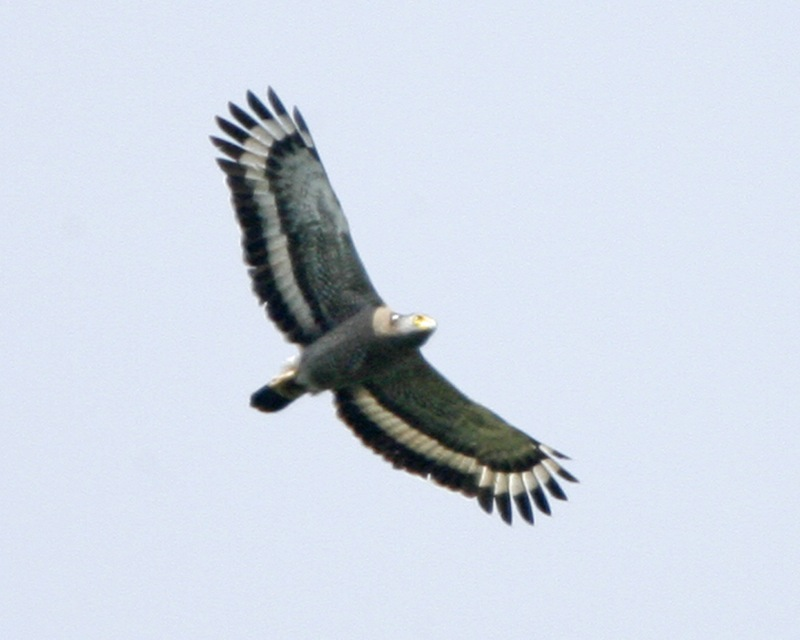
Flugbild des Haubenschlangenadler

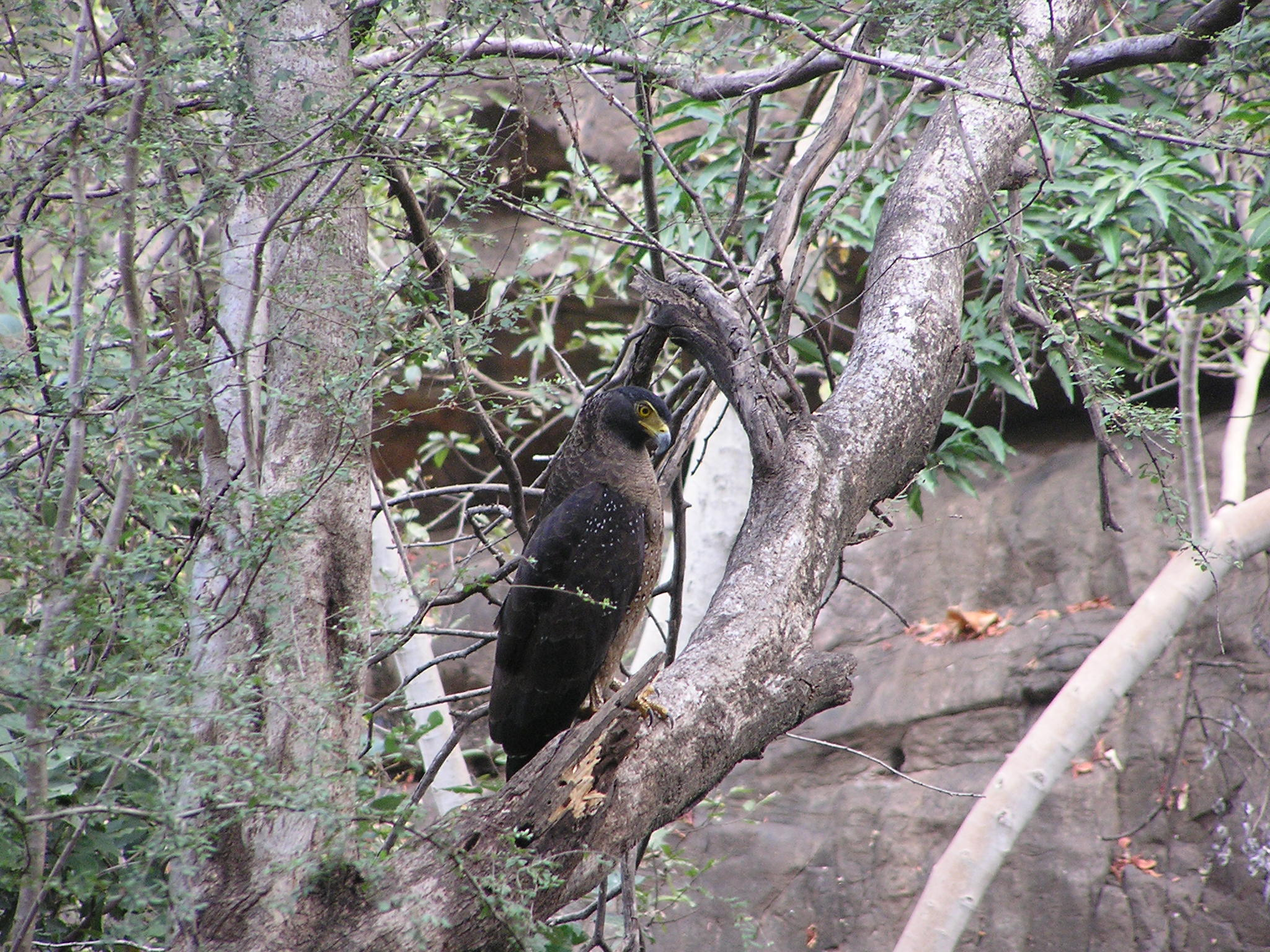
Bei diesem Vogel ist das zur „Kapuze“ verlängerte Nackengefieder gut erkennbar. Die Nominatform Sp. ch. cheela ist die größte Unterart und recht dunkel gefärbt.

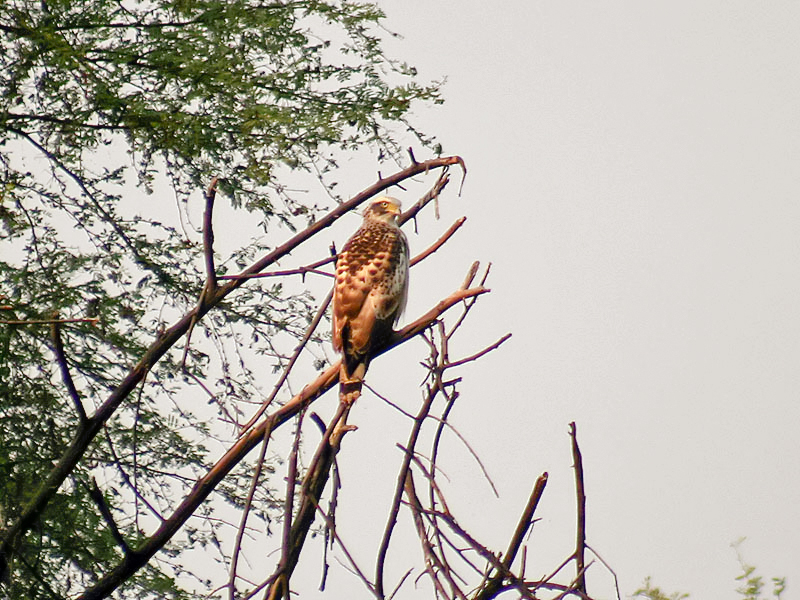
Haubenschlangenadler im Jugendkleid

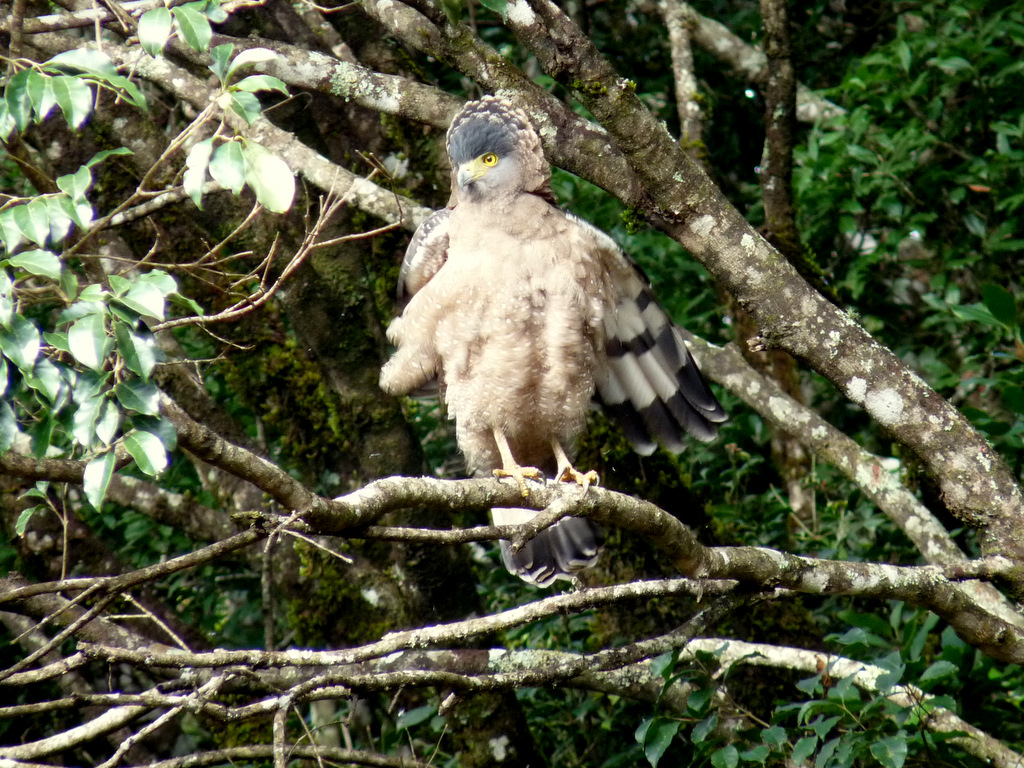
Junger Haubenschlangenadler mit aufgestellter Haube

Der Haubenschlangenadler (Spilornis cheela) auch Schlangenweihe ist eine Greifvogelart aus der Unterfamilie der Schlangenadler (Circaetinae). Sie ist über große Teile des indomalaiischen Region verbreitet und zählt dort zu den relativ häufigen Greifvogelarten.
Vor allem auf dem Malaiischen Archipel ist die geografische Variation sehr ausgeprägt. Von den zahlreichen Inselformen werden viele von einigen Autoren auch als eigene Arten angesehen.

## Beschreibung
Der Haubenschlangenadler variiert mit 43–74 cm Körperlänge und einer Flügelspannweite von 95 bis 169 cm geografisch stark in der Größe. Die Nominatform ist am größten und erreicht etwas mehr als die Größe eines Schlangenadlers, die kleinste Form ist hingegen etwa so groß wie ein Mäusebussard. Das Gewicht liegt etwa zwischen 420 und 1800 g, ist aber nur unzureichend dokumentiert. Männchen und Weibchen unterscheiden sich kaum. Weibchen sind jedoch etwa 4–6 % größer und vermutlich bedeutend schwerer als Männchen.
Im Flug wirkt die mittelgroße bis große Greifvogelart großköpfig mit relativ langem Schwanz, der meist geschlossen gehalten wird, und rundlichen Flügelspitzen. Sie fliegt mit kräftigen Flügelschlägen und kurzen Gleitphasen, bei denen die Flügel auf Höhe der Körperachse oder etwas darüber gehalten werden. Im Segelflug werden sie gerade in einem flachen V gehalten.
Bei adulten Vögeln sind Scheitel, und Nackengefieder schwarz. Letzteres ist zu einer aufstellbaren Kapuze verlängert und variabel beige gesäumt oder weißfleckig. Die Iris ist gelb wie auch Zügel und Wachshaut. Die übrige Oberseite ist dunkelbraun, wovon sich eine feine, weiße Zeichnung aus durchbrochenen Endsäumen an Schultern, Armdecken und Bürzel abhebt. Kinn, Kehle und Kopfseiten variieren zwischen schwarz, gräulich oder braun. Die hellbraune Brust kann dicht dunkel gebändert, fein bekritzelt oder nahezu ungezeichnet sein.  Bauch, Beinbefiederung und Unterschwanz sind eher rötlich braun mit feiner dunkler Bänderung oder einer schwarzgesäumten, weißen Fleckung, die in Größe, Form und Auffälligkeit stark variiert. Die Füße und Beine sind matt gelb gefärbt. Vor allem im Flug fallt unterseits ein breites weißes Flügelband auf den sonst schwärzlichen Schwingen auf, das von den weißlichen Basen der Armschwingen und von einem Mittelband auf den Handschwingen gebildet wird; zwei schmalere weiße Bänder verlaufen oft an den Basen der Handschwingen. Über die Mitte der schwärzlichen Steuerfedern verläuft ein grauweißes Band, das in der Breite dem Flügelband entspricht. Beide Merkmale machen das Flugbild sehr markant.
Im Jugendkleid sind Scheitel, Kopfseiten und Kapuze gelblich beige bis weißlich mit einem schwarzen Schuppenmuster. Die schwarzen Ohrdecken bilden ein auffälliges, dunkles Feld. Im Übrigen ist der Vogel dunkel braun bis schwärzlich oder oberseits rötlich braun mit sehr variabler weißlicher Fleckung, Streifung oder Säumung. Die dunkelbraunen Steuerfedern zeigen eine weißliche Endbinde und zwei weitere, breite helle Binden. Oberseits sind sie bräunlich meliert, unterseits gräulicher. Die beigeweiße Unterseite ist spärlich mit dunkelbraunen Tropfen oder Stricheln gezeichnet. Untere Flanken, Beinbefiederung und Unterschwanz sind oft rostbraun gebändert.

## Stimme
Die Art ist vor allem bei den Ausdrucksflügen vor und während der Brutzeit lautstark zu hören, aber auch sonst recht ruffreudig. Der typische Ruf, ein durchdringendes pi-pi-wieeh-wieeh, ist einer der am häufigsten zu hörenden, auffälligsten und eingängigsten Greifvogellaute der Orientalis. Die einleitenden zwei bis drei Laute sind dabei etwas leiser, als der weithin hörbare ein-, zwei- oder seltener dreisilbige Schrei, der darauf folgt.

## Verbreitung
Das Verbreitungsgebiet des Haubenschlangenadlers erstreckt sich über den Großteil der Orientalis und ragt im Nordosten und Nordwesten ein wenig in die Paläarktis hinein. Auf dem Malaiischen Archipel ist die Definition des Verbreitungsgebietes stark davon abhängig, welche Inselformen als Unterart zu dieser Art gezählt werden, bzw. welchen Artstatus eingeräumt wird.
Von einzelnen Vorkommen in Sindh und Khyber Pakhtunkhwa in Pakistan reicht das Areal ostwärts über den indischen Subkontinent einschließlich Sri Lanka. Im Nordwesten begrenzt der Himalaya das Vorkommen. Die nördliche Grenze läuft hier durch Kaschmir, Nepal, Bhutan und Assam, in China durch Yunnan, Guizhou, Hunan und entlang des Unterlaufs des Jangtsekiang. In Ostasien schließt die Verbreitung Hainan, Taiwan und die Ryūkyū-Inseln ein. Südwärts erstreckt sich das Areal über die Andamanen, die Nikobaren und Hinterindien. Von den Großen Sundainseln sind Sumatra (einschließlich der Batu-Inseln, der Mentawai-Inseln, Simeuluë, Nias und Bangka), Java mit Madura und Borneo besiedelt. Auf den Philippinen kommt die Art nur auf Palawan, Balabac und den Calamian-Inseln vor. Ferner gehören die Anambas-Inseln, die Natuna-Inseln, Bawean, Belitung und Bali zur Brutverbreitung.
In der Roten Liste der IUCN von 2016 wird der Haubenschlangenadler als LC, mit geringster Sorge, aufgeführt.

## Wanderungen
Der Haubenschlangenadler ist im Allgemeinen ein Standvogel. Es wurden nur lokal saisonale Wanderungen oder Abwanderungen aus größeren Höhen festgestellt. Immature Vögel neigen zu Dispersionen.

## Geografische Variation
Die Variation und Systematik innerhalb der Gattung Spilornis mit ihren zahlreichen Inselformen ist sehr komplex und stark umstritten. Insgesamt gibt es siebenundzwanzig Taxa. Während viele Autoren nur drei oder fünf der Inselpopulationen als eigene Arten anerkennen, sind es bei anderen bis zu dreizehn. Das International Ornithological Committee rechnet zwanzig Unterarten zu dieser Art, während eine Form von den Andamanen (elgini), zwei von den Nikobaren (minimus und klossi), eine aus Nord-Borneo (kinabaluensis), die Populationen der Philippinen (holospilus) und von Celebes (rufipectus und sulaensis) jeweils als eigene Arten gesehen werden.
Die Populationen variieren teils stark in der Größe, so dass die kleinsten Formen drei Fünftel kleiner und teils um mehr als die Hälfte leichter sind, als die größten. Ein weiteres variierendes Merkmal ist die Färbung der Oberseite adulter Vögel, die bei den verschiedenen Formen von schwarzbraun über rötlich braun bis hin zu blassbraun reicht. Die der Unterseite reicht von schwärzlich braun oder kastanienbraun bis hin zu gelblich beige. Auch die Zeichnung der Unterseite ist teils sehr unterschiedlich und reicht von einer kräftigen Fleckung oder Bänderung bis hin zu einer kaum sichtbaren Zeichnung.
- Sp. ch. cheela (Latham, 1790) – Nordindien und Nepal
- Sp. ch. melanotis (Jerdon, 1844) – Indien südlich von Gujarat und der Gangesebene
- Sp. ch. spilogaster (Blyth, 1852) – Sri Lanka
- Sp. ch. burmanicus Swann, 1920 – Myanmar, südwestliches China, Thailand und Indochinesische Halbinsel
- Sp. ch. davisoni Hume, 1873 – Andamanen sowie möglicherweise Nikobaren
- Sp. ch. ricketti Sclater, W. L. 1919 – nördliches Vietnam sowie südliche Mitte und Südosten Chinas
- Sp. ch. perplexus Swann 1922 – südliche Ryūkyū-Inseln
- Sp. ch. hoya Swinhoe, 1866 – Taiwan
- Sp. ch. rutherfordi Swinhoe, 1870 – Hainan
- Sp. ch. palawanensis Sclater, W. L., 1919 – Palawan
- Sp. ch. pallidus Walden, 1872 – Tiefland im nördlichen Borneo
- Sp. ch. richmondi Swann 1922 – südliches Borneo
- Sp. ch. natunensis Chasen, 1935 – Natuna-Inseln und Belitung
- Sp. ch. malayensis Swann, 1920 – Malaiische Halbinsel vom südlichen Tenasserim südwärts sowie Anambas-Inseln und nördliches Sumatra
- Sp. ch. batu Meyer de Schauensee & Ripley, 1940 – südliches Sumatra und Batu-Inseln
- Sp. ch. abbotti Richmond, 1903 – Simeuluë
- Sp. ch. asturinus Meyer, A. B., 1884 – Nias
- Sp. ch. sipora  Chasen & Kloss, 1926 – Mentawai-Inseln
- Sp. ch. bido (Horsfield, 1821) – Java und Bali
- Sp. ch. baweanus Oberholser, 1917 – Bawean

## Lebensraum
Der Haubenschlangenadler kommt in einem breiten Spektrum an Waldformen vor, das sowohl Laub- als auch immergrüne Wälder, feuchte und trockene, geschlossene oder halboffene Habitate sowie Ebenen und Bergwälder umfasst. Sie kommt sowohl in Primär- als auch Sekundärwäldern oder Forsten und Plantagen vor. Auch in mit Gehölzen durchsetzter Savanne, bewaldeten Schluchten oder Galeriewäldern ist die Art zu finden. Zumindest auf den Andamanen kommt sie auch in Mangrove vor. Die Art jagt auch in Siedlungsnähe und im Kulturland. Die Höhenverbreitung reicht bis teils über 3000 m.

## Ernährung
Die Nahrung des Haubenschlangenadlers besteht vornehmlich aus Reptilien, wobei Schlangen den größten Anteil stellen und zu einem geringeren Prozentsatz Eidechsen erbeutet werden. Gelegentlich kommen Frösche und Kleinsäuger, seltener kranke oder verletzte Vögel hinzu. Auf den Andamanen wurden auch Krabben und ein Aal als Beute festgestellt.
Die Beutetiere werden meist von einem Ansitz aus erbeutet, der oft am Rand einer Lichtung gelegen ist und auf dem der Vogel bisweilen lange Zeit reglos sitzt, bevor er zu einem Angriff herabstösst. Möglicherweise lauert die Schlangeweihe auch baumbewohnenden Schlangen oder Echsen innerhalb des Kronendachs auf. Flugjagd kommt bei dieser Art nicht vor.

## Fortpflanzung
Die Brutzeit des Haubenschlangenadlers variiert je nach geografischer Lage und Höhe über dem Meeresspiegel. Im Norden des Verbreitungsgebiets fällt die Zeit der Eiablage in die Trockenzeit. Im Hügelland Nordindiens liegt sie zwischen März und Juli, im Tiefland zwischen Februar und Mai. Im Süden Indiens beginnt sie bereits ab Dezember, in Myanmar gibt es erste Gelege ab Februar. Auf Java findet man Gelege in den meisten Monaten des Jahres, meist aber zwischen Februar und November.
Das mit 50–60 cm Durchmesser und 10–30 cm Höhe relativ kleine Nest besteht aus Zweigen und wird mit grünen Blättern ausgekleidet. Es steht meist in 6–20 m Höhe oder mehr in einer zentralen Astgabel. Nester finden sich oft in Gewässernähe und können sich sowohl in Wäldern, als auch in kleineren Gehölzen in der halboffenen Landschaft befinden. Das Gelege besteht aus einem, möglicherweise manchmal auch aus zwei Eiern und wird etwa 35 Tage lang bebrütet. Die Jungen fliegen nach etwa 60 Tagen aus.

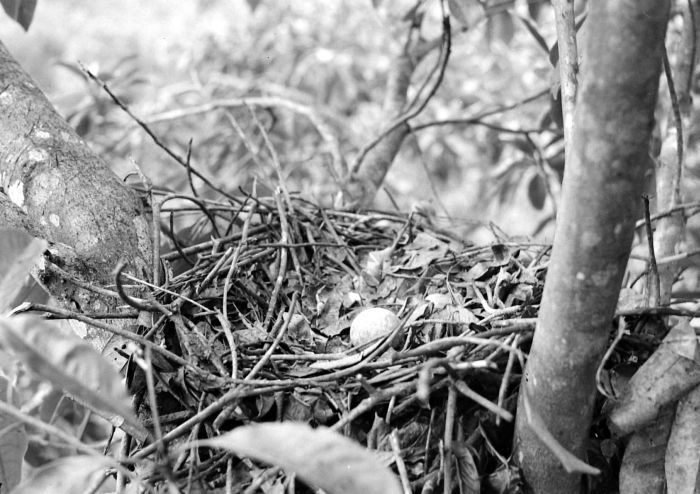
Nest mit Ei in Ost-Java (1934)
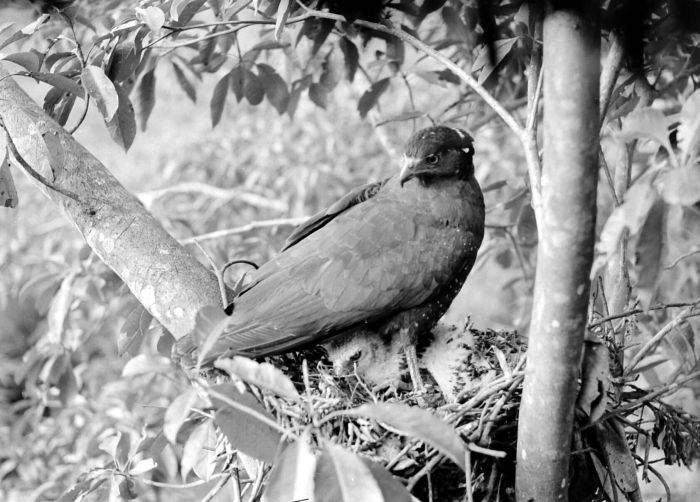
Hudernder Altvogel
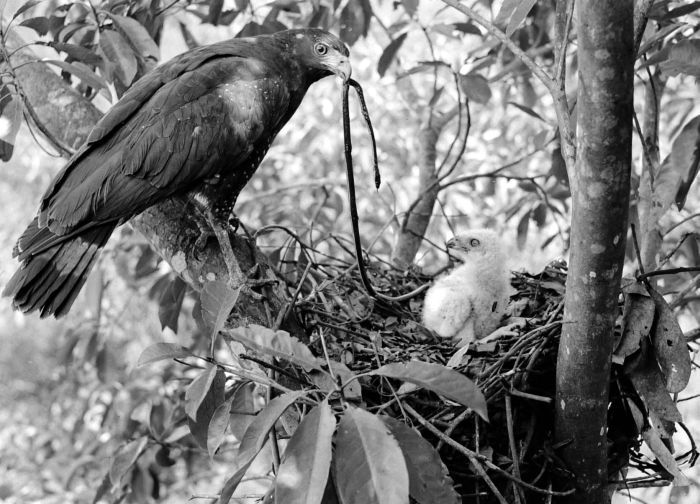
Fütternder Altvogel am Nest
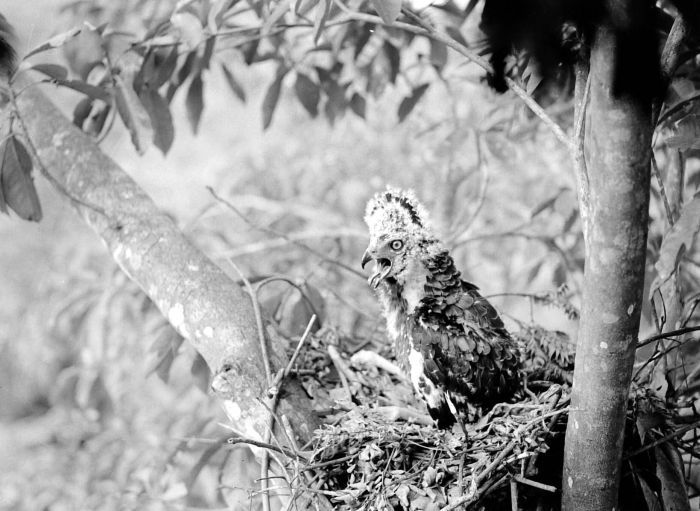
Älterer Nestling mit aufgestellter Haube
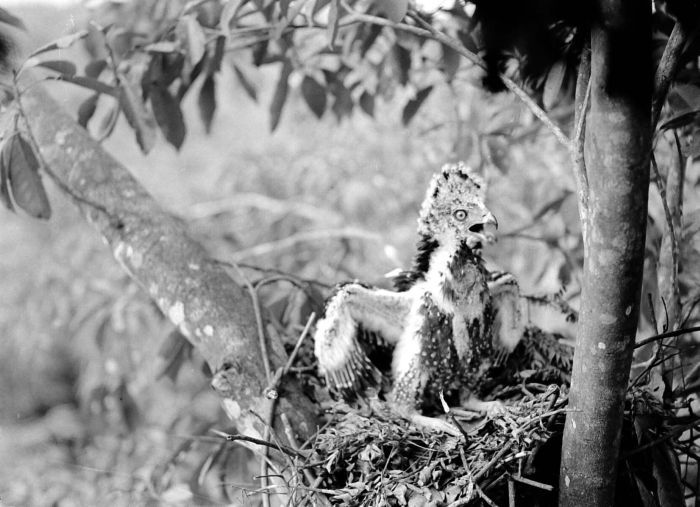
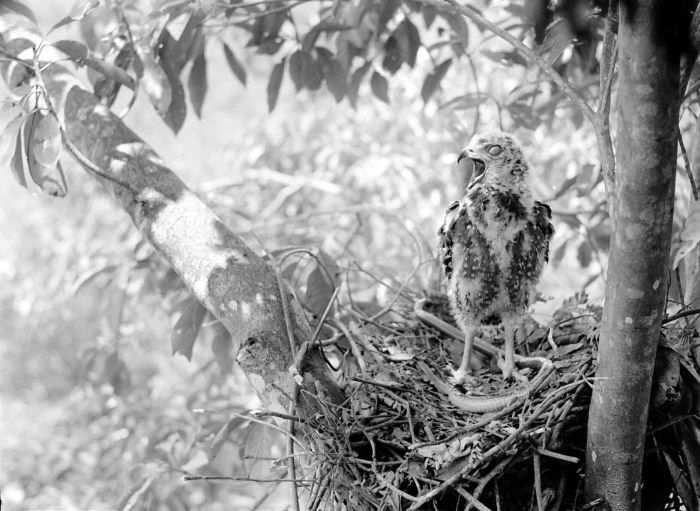

## Parasiten
Der Spulwurm Madelinema angelae ist ein im Dünn- und Dickdarm des Haubenschlangenadlers vorkommender Parasit.